# كليف هودج
كليف هودج (3 فبراير 1988 في الولايات المتحدة - ) (بالإنجليزية: Cliff Hodge)‏ هو لاعب كرة سلة أمريكي في مركز هجوم قوي الجسم. لعب مع ميرالكو بولتز.